# 第40炮兵旅 (乌克兰)
第40炮兵旅（烏克蘭語：40-ва окрема артилерійська бригада）是乌克兰陆军的一个炮兵编队，驻扎在尼古拉耶夫州五一城。 该单位于2015年5月25日启用。
2020年8月23日，该旅被授予“立陶宛大公维陶塔斯大帝”荣誉称号。
在2022年俄罗斯入侵乌克兰期间，乌克兰总统泽连斯基授予该旅最近设立的“勇气和勇敢”荣誉奖（Почесна відзнака «За мужність та відвагу»），以表彰该旅在保卫哈尔科夫方面的贡献。

## 结构
截至2017年，该旅的结构如下：
- 第40炮兵旅，佩沃迈斯克
  - 第1榴弹炮炮兵营 （2A36 Hyacinth-B）
  - 第2榴弹炮炮兵营 （2A36 Hyacinth-B）
  - 第3榴弹炮炮兵营 （2A65 Msta-B）
  - 第4榴弹炮炮兵营 （2A65 Msta-B）
  - 第5反坦克炮兵营 （MT-12 Rapira）
  - 炮兵侦察营
  - 第19摩托化步兵营“第聂伯罗-2”
  - 工程连
  - 维修连
  - 运输连
  - CBRN-防御排